# Finanskrisen på Færøerne 1989–1995
Finanskrisen på Færøerne 1989–1995 var en dyb økonomisk krise som ramte Færøerne hårdt, og som havde sit højdepunkt mellem 1992 og 1994. Krisen havde sin kerne i det færøske fiskeri, som havde været præget af enorme investeringer indenfor både hav- og kystfiskeri og i opdræt af fisk i de færøske havbrug, som fik problemer da erhvervet blev ramt af faldende priser i slutningen af 1980'erne. Hele tiåret havde i resten af samfundet været præget af Yuppietiden med et forbrug som gik langt udover de rammer som Færøernes økonomi kunne bære. Konkurserne i fiskeriet førte videre til konkurser hos blandt andet Fossbankin, og førte til at de to største banker, Føroya Banki og Sjóvinnubankin, måtte sammenlægges fra januar 1994 for at overleve. Lagtinget måtte i løbet af et år låne 2,7 milliarder kroner af Danmark. I perioden 1992–1993 faldt lønningerne på Færøerne med 20 %, og 4 200–4 500 (10 %) var arbejdsløse.
Omkring 10 % af befolkningen udvandrede, halvparten af dem til Danmark, og en del af dem er aldrig kommet tilbage.

## Baggrund
Efter en økonomisk stagnation i slutningen af 1970'erne og i begyndelsen af 1980'erne, kom Færøerne ind i en højkonjunktur fra 1983. Efter at de borgerlige partier vandt lagtingsvalget i 1980, stod Regeringen Pauli Ellefsen for omfattende skattelettelser til private og til erhvervslivet, og der blev givet væsentlige flere licenser til havbrugene på øerne. I 1980 var der kun givet to tilladelser til havbrug, mens der blev givet yderligere fire i 1982, og hele 14 i 1983. I enkelte perioder i 1980'erne udgjorde eksporten af havbrugsfisk helt op til 20 % av Færøernes samlede eksport. I 1986 eksportertede Færøerne 2 500 ton havbrugsfisk. I 1988 var 63 havbrugsanlæg i drift. Havfiskeriet var præget af gode fangster og gunstige priser, og det blev også investeret betragtelig i en udbygging af fangstkapasiteten. I 1987 nåede fiskeriet et højdepunkt med 390 000 tonn fisk. I 1986 blev også Færøernes tredje bank, den privatejede Fossbankin, etableret, og tiltrak en del kunder med sine høje indskudrente.
Den økonomiske fremgang betød også en kraftig importvækst, hvilket resulterede i et stort underskud på handels- og betalingsbalancen. I 1989 begyndte konjunkturerne at gå nedad, og det med en kraftig virkning. Faldende priser og begrænsede fiskerettigheder i andre landes farvande førte i de følgende år til konkurser blandt redere, havbrugsopdrættere, fisketrawlerejere, værfter, serviceerhvervene og handelsfirmaer.
1993 kom det frem, at den færøske økonomi og banksystem var tæt på bankerot. Konkurserne i fiskeriet bidrog til, at Fossbankin gik konkurs. Lån på 2,7 milliarder kroner blev optaget i Danmark, og der blev indgået en aftale om tilbagebetaling af udlandsgælden. I oktober 1992 blev Sjóvinnubankin insolvent. Jørn Astrup Hansen blev sat i spidsen for oprydningsarbejdet og blev sat som direktør i Sjóvinnubankin. De to største banker, Føroya Banki og Sjóvinnubankin, blev i 1994 fusioneret under navnet Føroya Banki for at redde sig ud af truende konkurs, Astrup Hansen fortsatte som direktør i banken frem til 2005. Den Danske Bank trak sig der efter ud af sit færøske engagement. I marts accepterede færøske forhandlere en plan, der gjorde landsstyret til ejer af Føroya Banki. I perioden 1992–1993 faldt lønningerne på Færøerne med 20 , og 4.200-4.500 færinger (10 %) blev arbejdsløse. Omkring 10 % af befolkningen udvandrede, omkring halvdelen til Danmark, og en del uden at vende tilbage.
En del af fiskeflåden blev solgt til udlandet. Det betød, at gennemsnitsalderen på fiskeflåden omkring 1995 var steget til 23 år (15 år i 1989), og samtidig faldt antallet af fartøjer fra 256 til 189, i 1.000 BRT fra 67,8 til 51,9 BRT.
1995 nedsatte Regeringen Poul Nyrup Rasmussen en undersøgelseskommission for at efterforske den færøske banksag. I 1998 udkom den 2.500 sider lange rapport om den færøske banksag. Færøerne krævede herefter 1,5 milliarder kroner i erstatning fra Danmark, men fik kun 900 millioner.

## Efter Finanskrisen 1989-1995
Efter krisen førtes der en stram politik, der rettede den færøske økonomi op. Også den lave internationale rente og en seksdobling af torskefangsten havde en stor betydning for, at gælden har kunnet afdrages hurtigt. Disse forhold i forbindelse med befolkningens stramme levevilkår (stram økonomisk politik) har bevirket, at folketallet igen er svagt på vej op og har nået 1981-niveauet. Det har også bevirket, at udlandsgælden allerede i 1997 blev halveret og er nede på 1988-niveauet, og at eksportindtægterne er tæt på 1989-niveauet. (Oplysninger fra Hagtidendi nr. 2 1997).
Færøsk økonomi kom langsomt ud af lavkonjunkturen, og efter år 2000 var der atter stor fremgang at spore. Den globale finanskrise, der satte ind i 2008, ramte Færøerne mindre hårdt ramt end de fleste andre vestlige økonomier. Ifølge Nationalbanken faldt bruttonationalproduktet (BNP) med 0,8 procent i 2008 og 1,7 procent i 2009. I 2010 var økonomien tilbage på sporet med en vækst på 3,3 procent båret frem af aktiviteterne i fiskeindustrien med øgede fangster og stigende priser.
To af Færøernes største virksomheder, Eik Banki og Faroe Seafood, gik konkurs i 2010. Det har haft negativ indflydelse på den færøske økonomi og understreger, at fremgangen fortsat er skrøbelig.

## Galleri
- Havbrug ved Vestmanna
- Færøsk trawler

## Eksterne kilder og henvisninger
- Wikimedia Commons har flere filer relateret til Finanskrisen på Færøerne 1989–1995
- www.information, 1997 Arkiveret 2. april 2015 hos  Wayback Machine
- Beretning om den færøske banksag Arkiveret 2. april 2015 hos  Wayback Machine